# پی (مجارستان)
پِی (به مجاری: Pély) یک شهرداری در هِوِش در مجارستان است.